# 元宵节

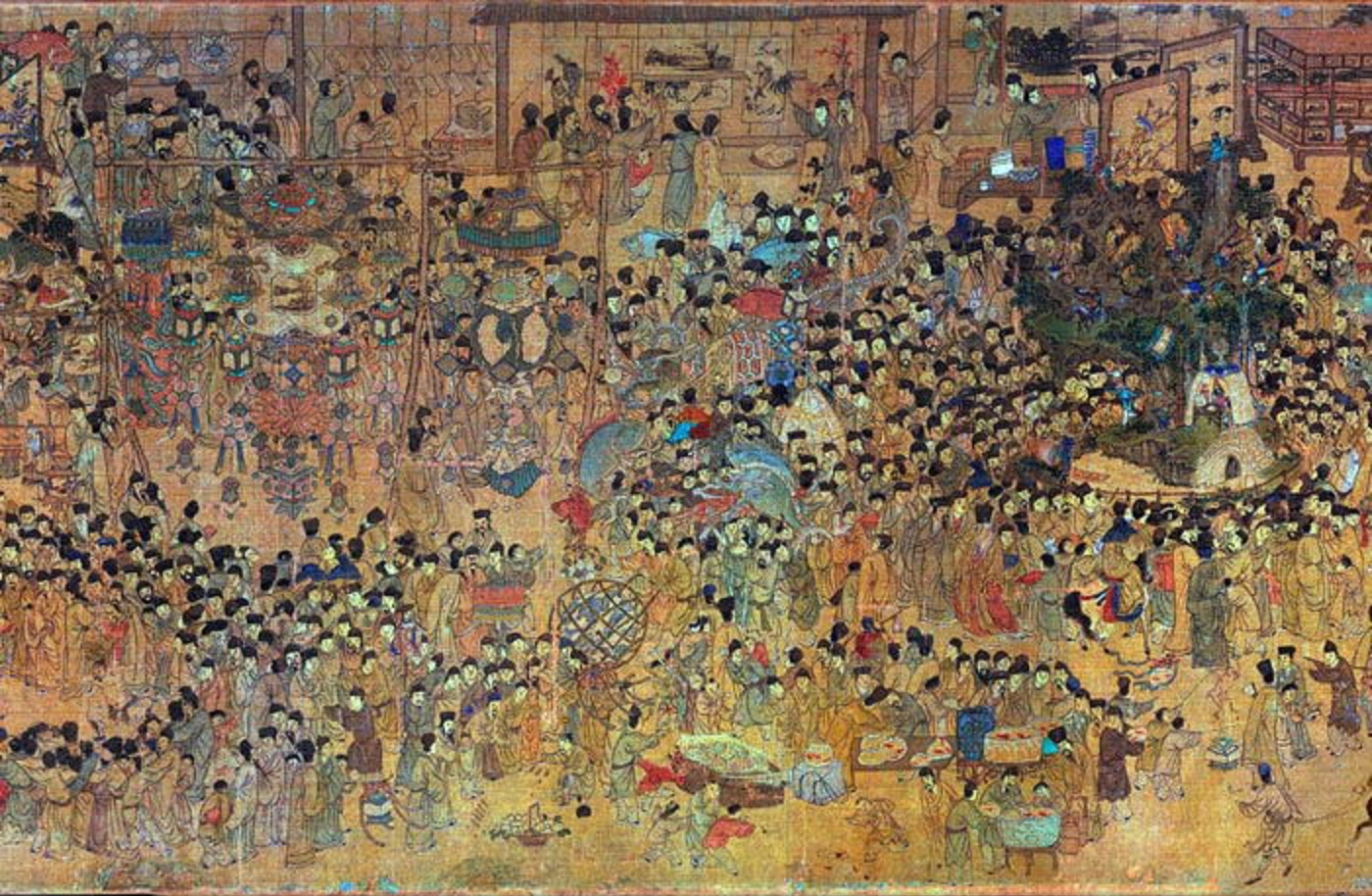
晚明繪畫《上元燈彩圖》描繪當時南京元宵節人們觀燈的熱鬧景象

元宵节，亦稱為元宵、上元、上元節、小正月、正月半、新十五、元夕、小年或燈節， 中國傳統節日，每年的 農曆正月十五，為農曆新年的第一個月圓，象徵著春天的到來。華人傳統會吃元宵、賞花燈、猜燈謎，以示祝賀。這是傳統新春定義的最後一天，亦是春節假期之後的第一個重要節日。明朝錢塘瞿佑《雙頭牡丹燈記》：“每歲元夕，於明州張燈五夜。傾城士女，皆得縱觀”。青年男女外出觀燈並趁機結識、相會，所以在东南亚地区也有「中國情人節」的別稱。
而道教中，上元節為天官大帝（民間相傳即為堯）誕辰，正月十五為上元，七月十五為中元，十月十五為下元，分別屬天、地、水這三官大帝主管。上元節乃天官華誕，故燃燈以慶。終唐一代，朝廷皆正式祭拜。
元宵节是中国的传统节日，已构成春节年俗的重要内容，是真正意义上的“狂欢节”。从除夕关门守岁，到正月十五全体都加入到节日活动，元宵节不仅盛行于海峡两岸，在海外华人聚居地也备受重视。2008年6月，元宵节民俗入选《第二批国家级非物质文化遗产名录》。

## 歷史

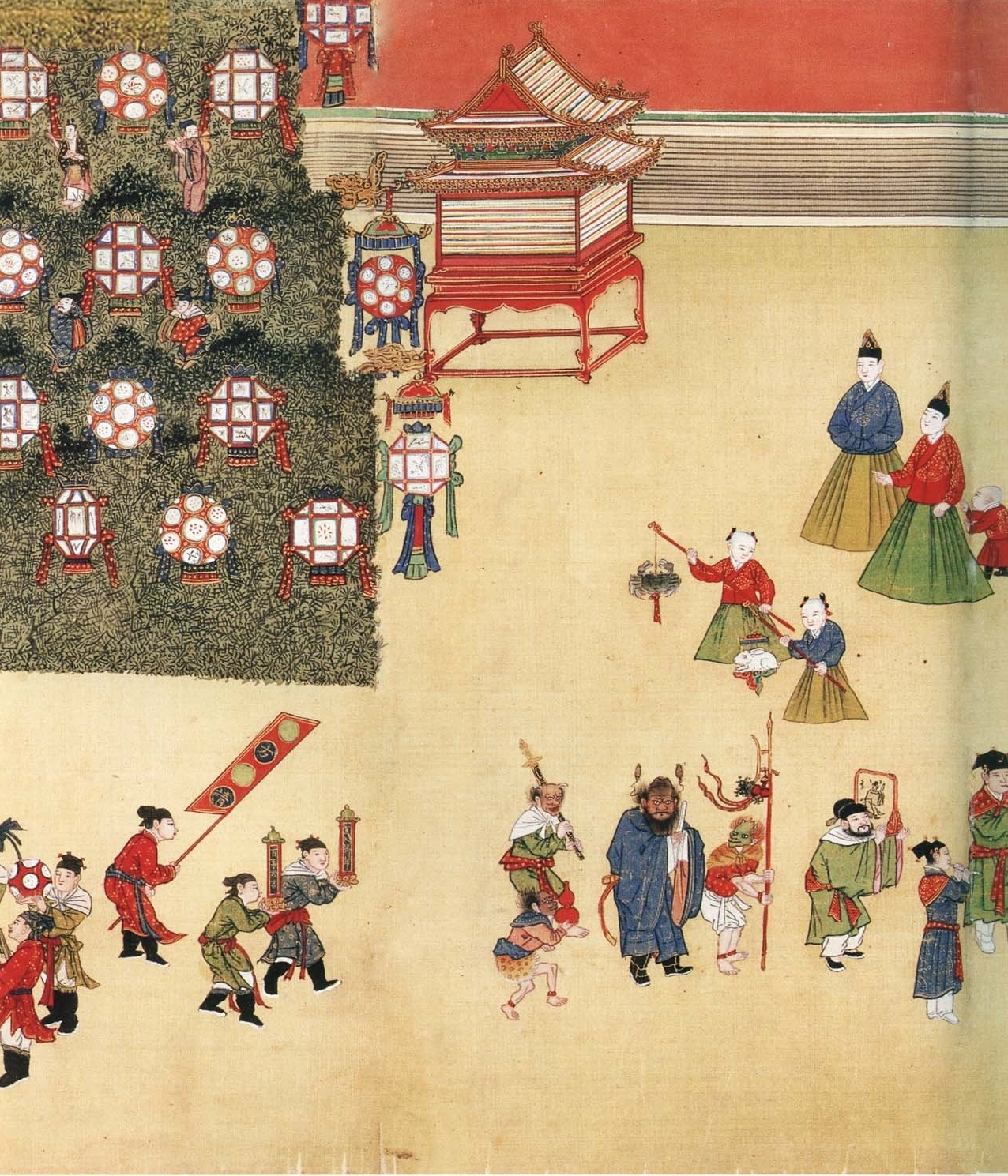
明代宮廷元宵節情況

關於元宵節的由來，說法很多，最早可追溯至秦漢時代。秦末就有：“正月十五燃灯祭祀道教太乙神”之说。是農民祈求豐收的日子，也是道教的天官誕。人們在田野持火把驱赶虫兽，希望减轻虫害，祈祷获得好收成。
还有说法认为，漢武帝時聽從謬忌之說，在甘泉宮修建太一祠壇，在正月十五日祭太乙神最隆重，從黃昏開始，通宵達旦用盛大的燈火祭祀，加上夜晚常有流星經過祠壇之上，從此形成了正月十五張燈結綵的習俗。
也有說法是，漢明帝篤信佛法，聽從蔡愔的建言，敕命正月十五夜，在宮內「燃燈表佛」，從此民眾效仿，皆點燈供奉佛祖。东汉末年，元宵节作为节日才正式初步形成。
隋朝初年，元宵节完全形成。在唐朝，元宵賞燈十分興盛，無論是京城或是鄉鎮，處處張掛彩燈，人們還製作巨大的燈輪、燈樹、燈柱等，滿城的火樹銀花，十分繁華熱鬧。宋朝燈節更加豐富多彩，元宵賞燈持續五天，燈的樣式繁複多樣，逛燈市十分賞心悅目。詩人辛棄疾寫道：「東風夜放花千樹，更吹落，星如雨」，說的就是宋朝燈節花燈無數，煙花如星雨。那時還興起了猜燈謎，即將各種燈謎寫在紙條上，貼在花燈上，猜中的人還能得到小小的獎勵。這種娛樂益智的活動受到人們喜愛，廣為流傳。
明清之际，元宵节通常被百姓当作春节的结束，活动也日益多元化：吃汤圆、观灯和娱乐游行是元宵节三大主轴。游行活动中分为高跷、旱船、舞龙、舞狮、秧歌、抬阁等传统艺术表演。放烟花是元宵节的高潮。明朝的燈節持續的時間更長。自初八開始點燈，謂之「上節日」，初八夜謂之「上節暝」，宣告燈節的開始，直到正月十七的夜裏才落燈，整整十天，以顯示歌舞昇平，是中國歷史上最長的灯节。清朝則只有三天，但是燈火璀璨，燈也更加精緻奇幻，依然十分吸引人。明代宮廷也會張燈結綵，並模仿民間習俗，在宮內設置市集，有杂技、百戲等遊藝表演，宮中各人放烟花，燃爆竹，小孩提花燈。

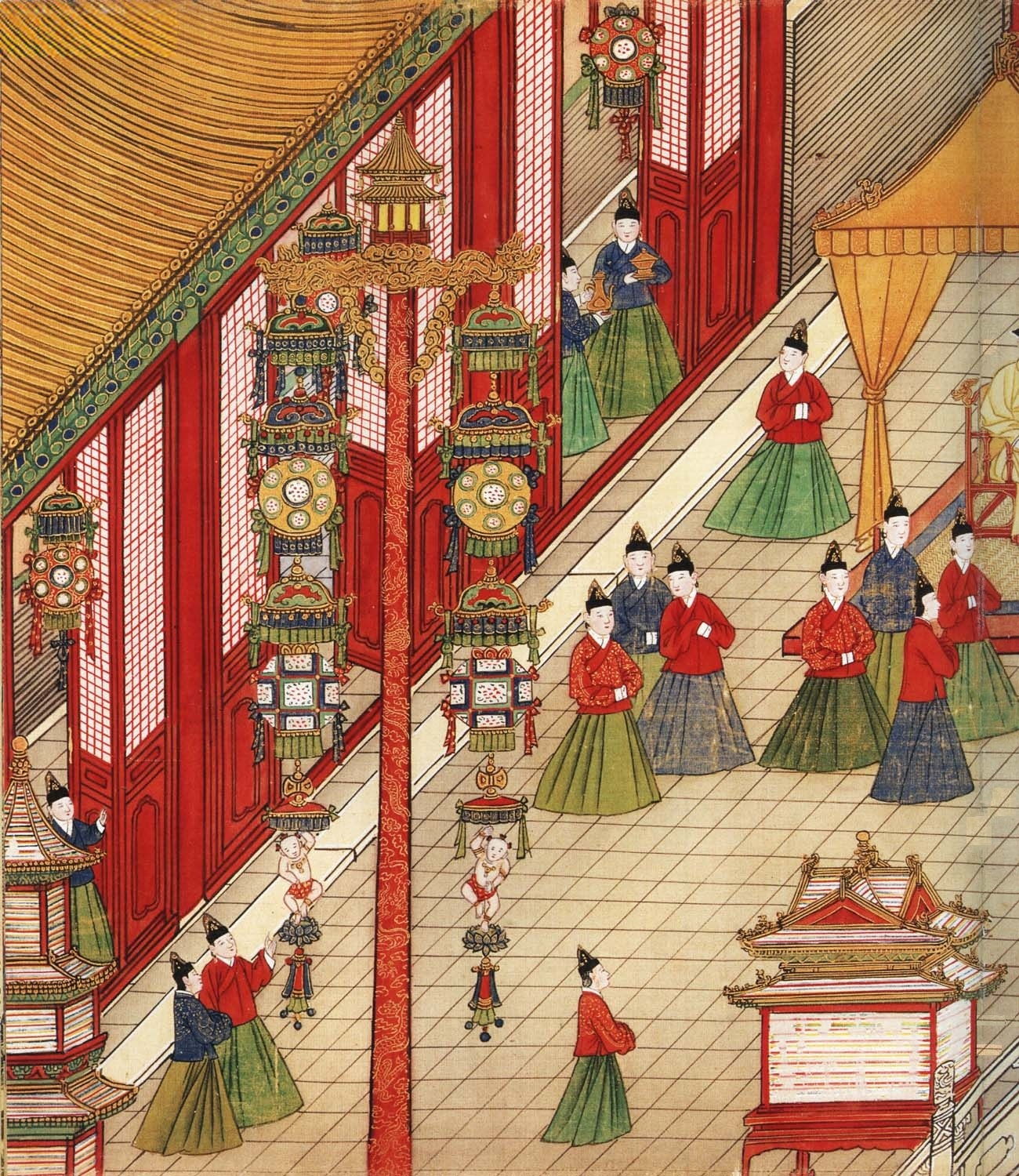
明代元宵節宮中張燈結綵
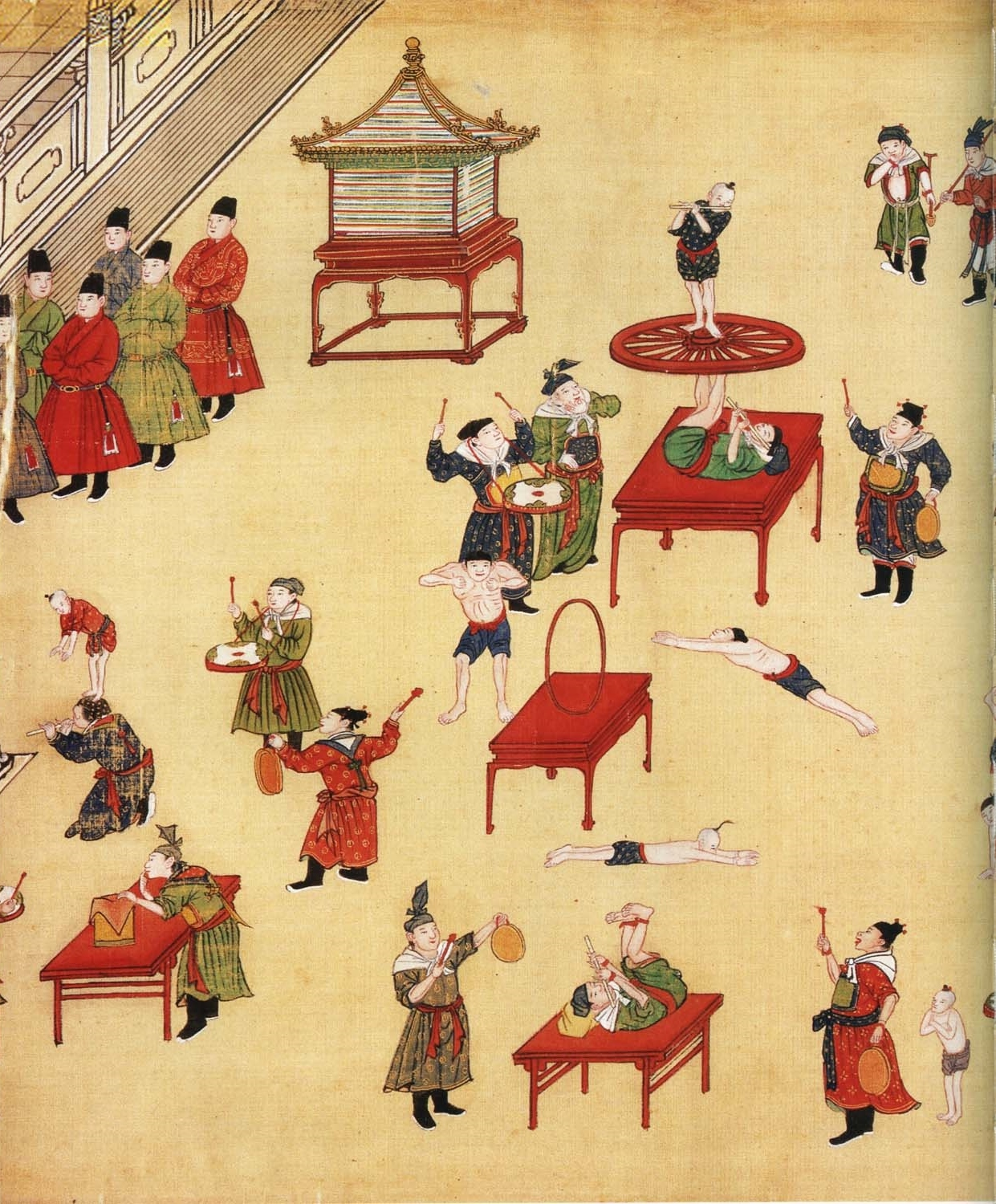
宮中雜技表演
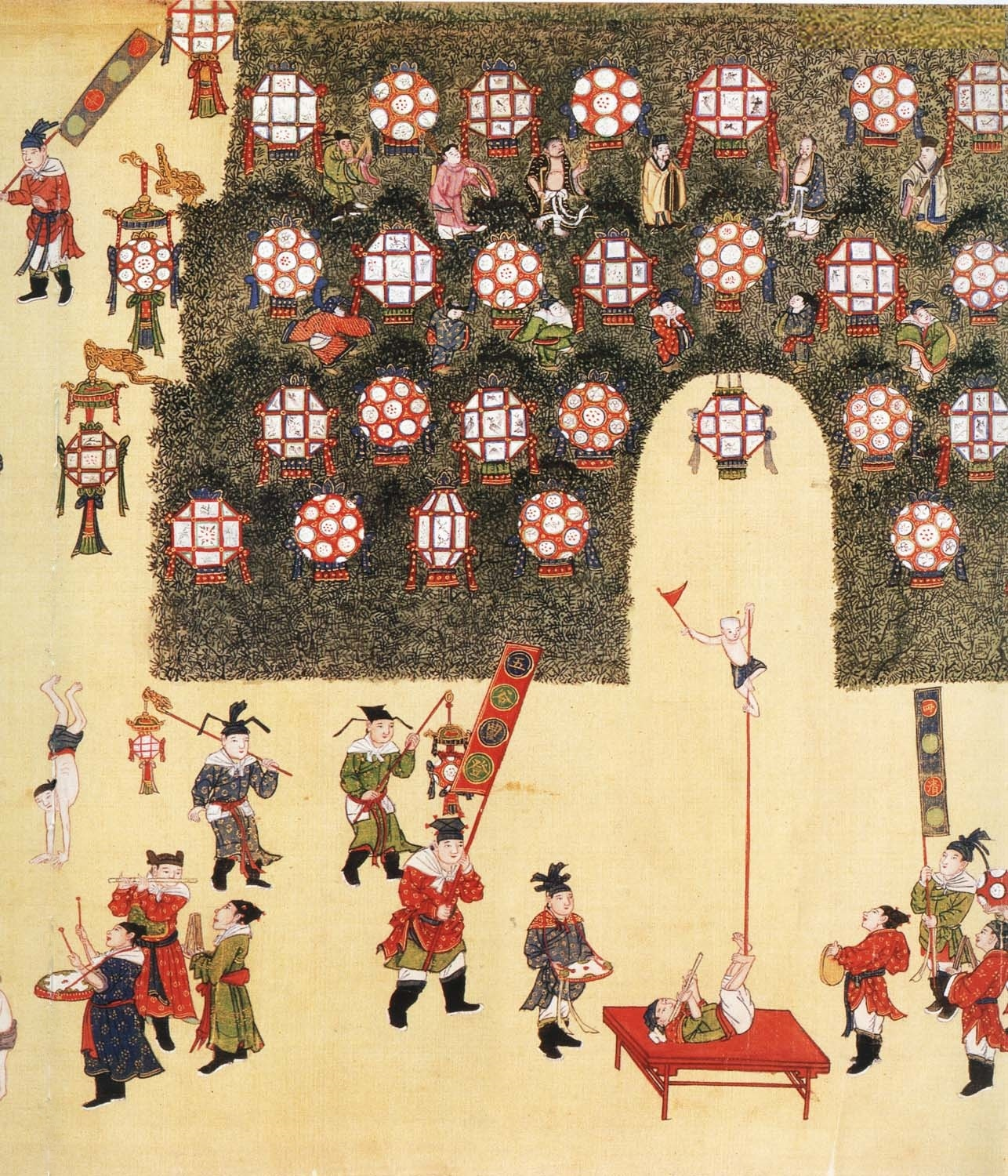
宮中掛上各式花燈，下面有雜技表演
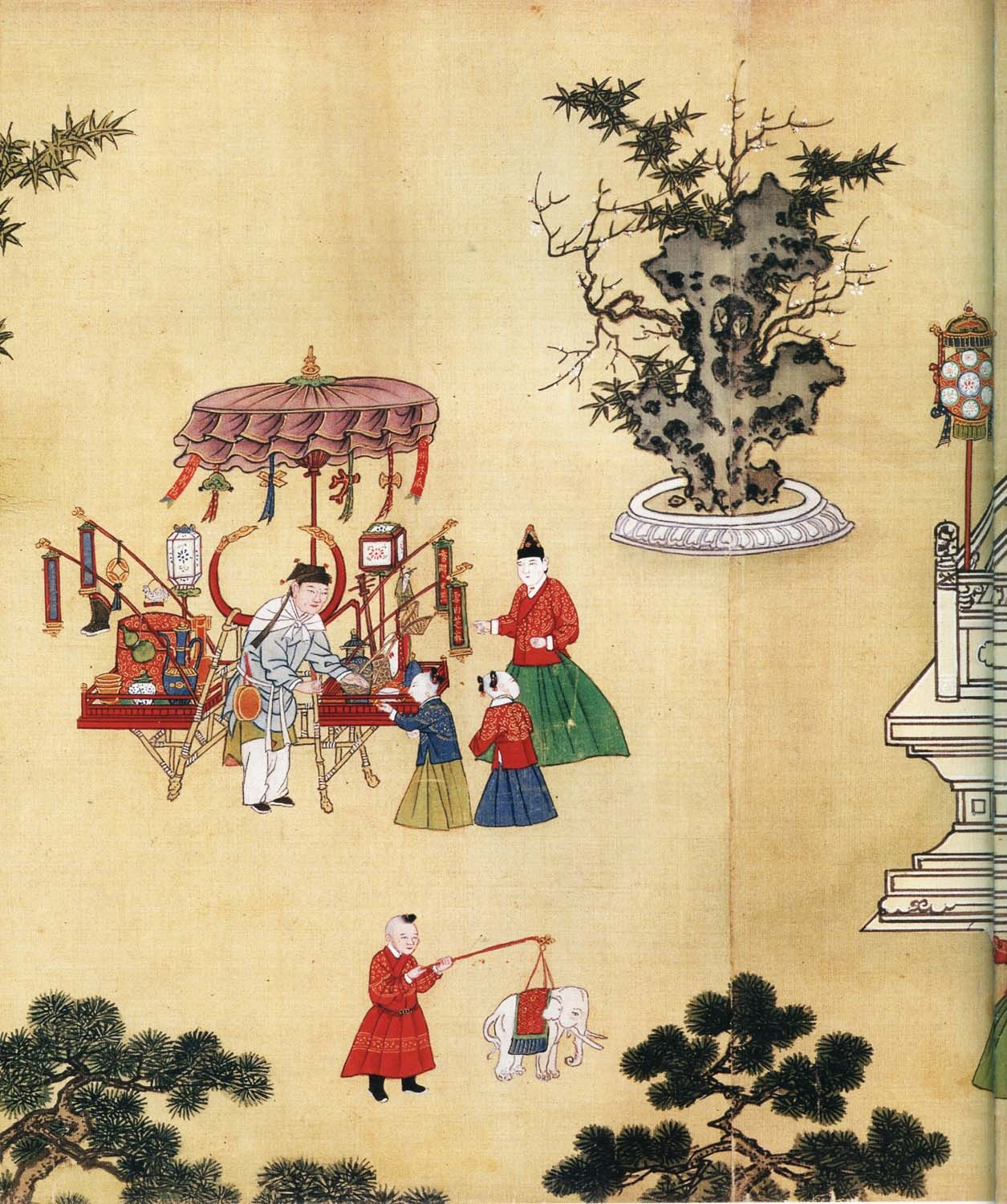
宮中擺賣的貨郎，小孩提花燈
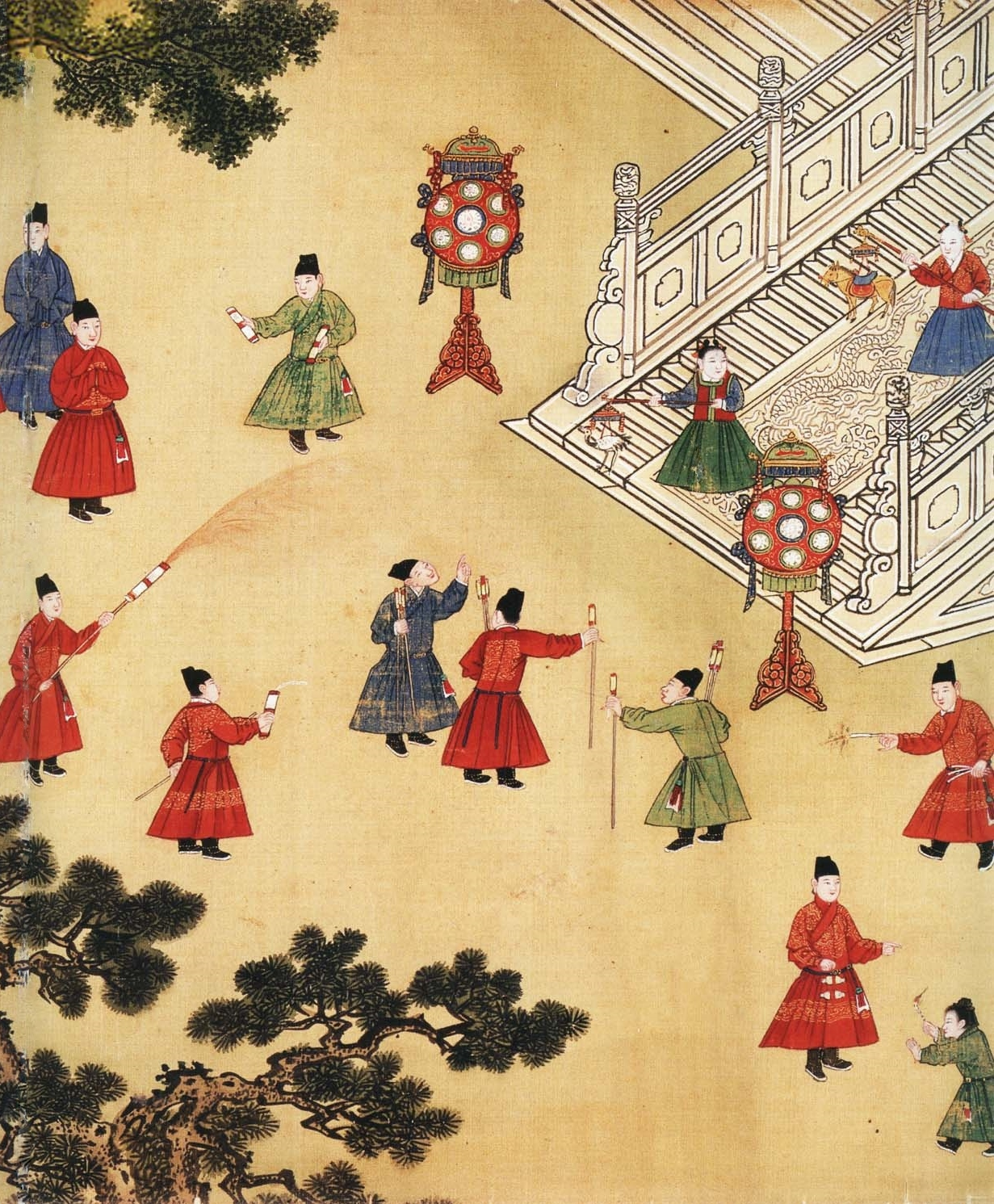
宮中小孩玩煙花爆竹
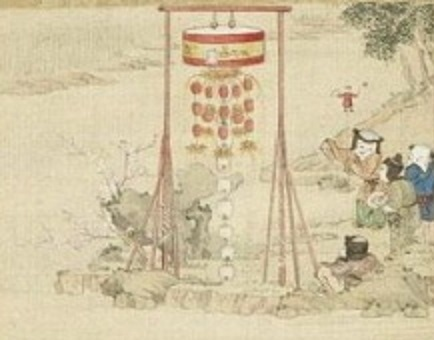
在空地展示的大花燈
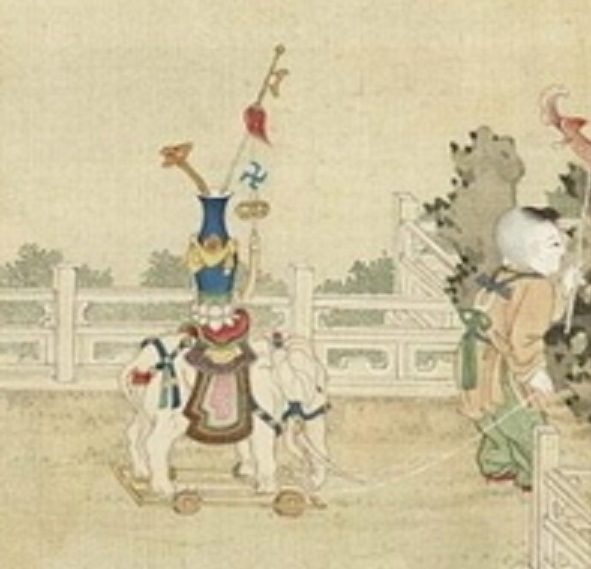
小孩拉白象花燈
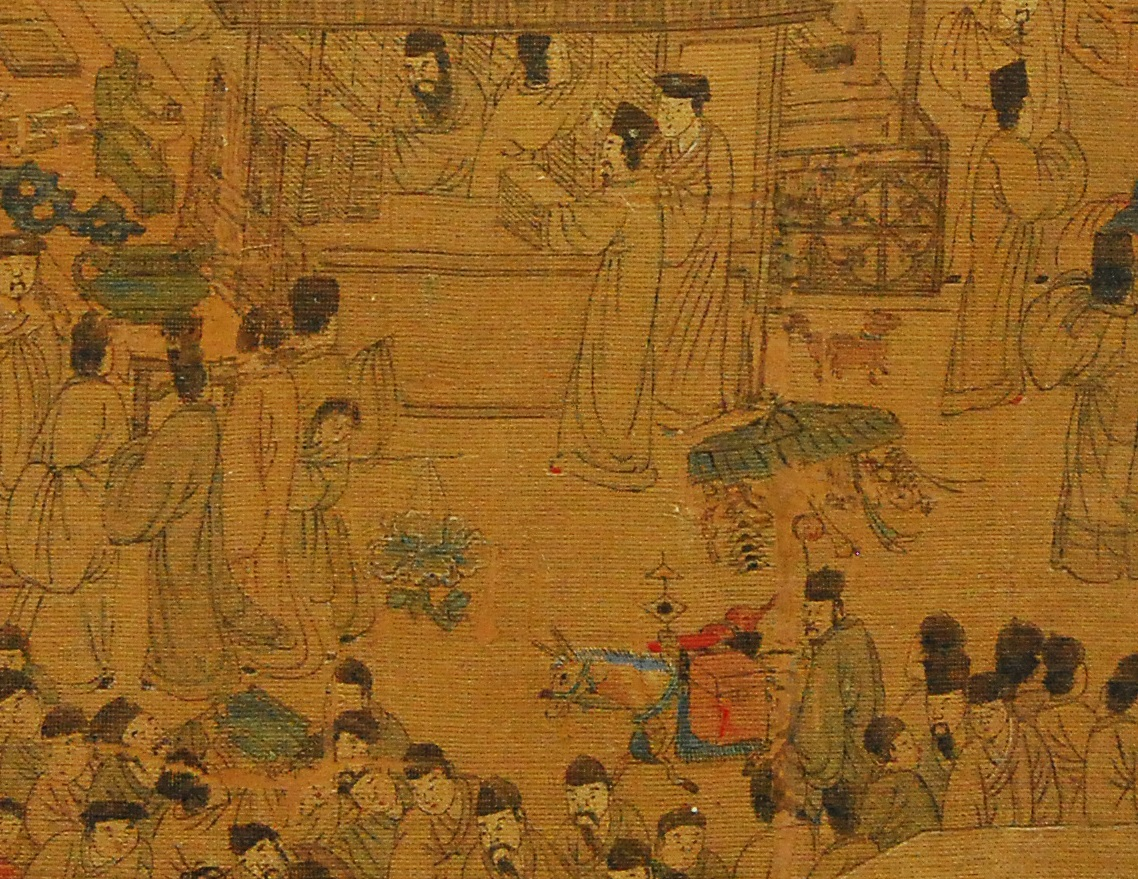
元宵節小孩提燈籠、貨郎售賣玩具
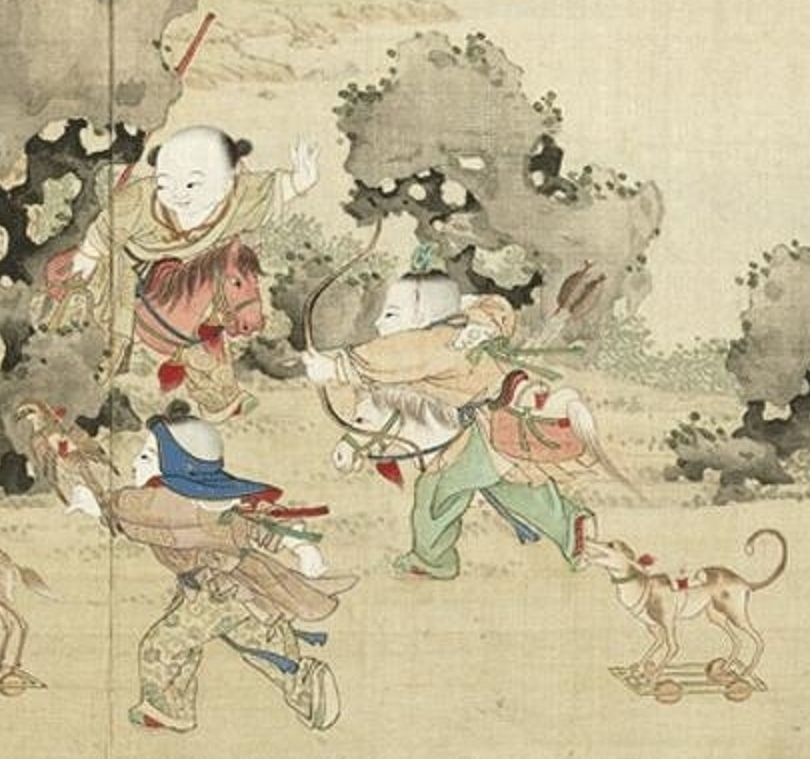
元宵節小孩騎竹馬、拉花燈
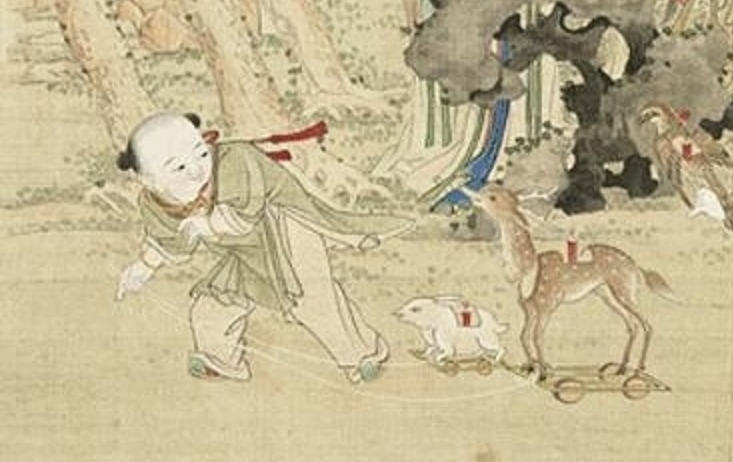
小孩拉鹿燈、兔燈
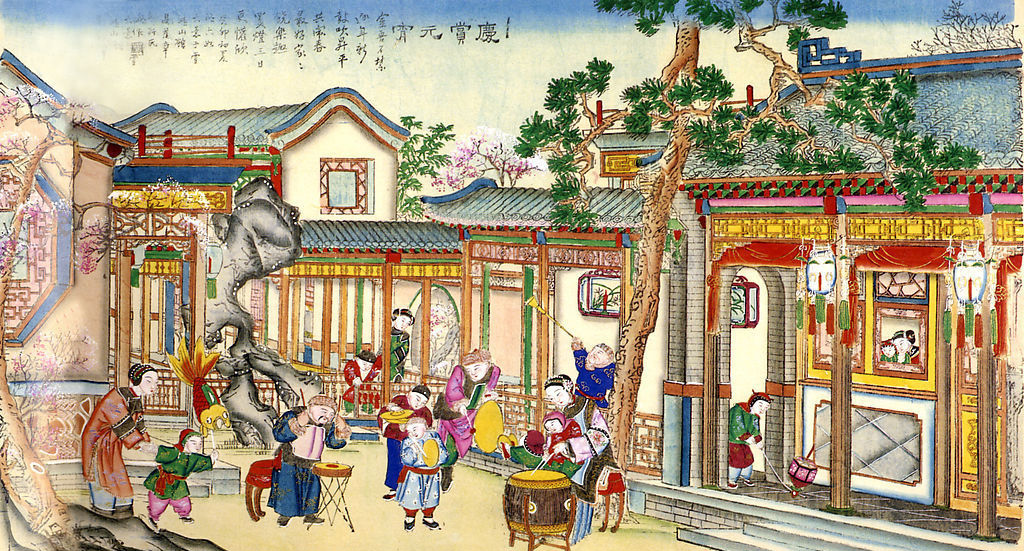
清代元宵節景象

## 常見習俗

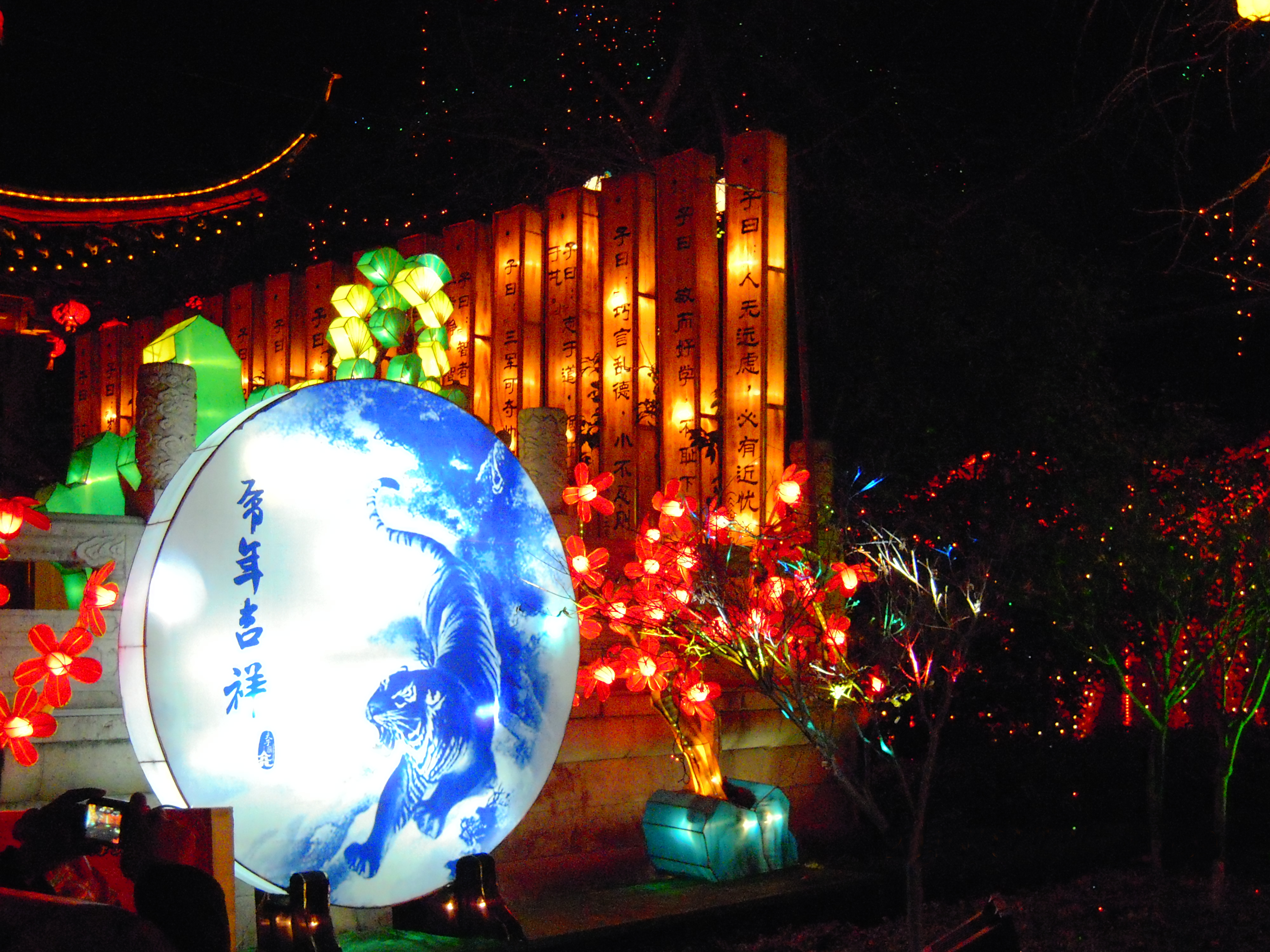
南京夫子庙在元宵节期间举办的金陵灯会

元宵節具體發展狀況和習俗因各地文化不同而有所差異。但有些習俗見於多個地區。

### 燈火相關
華人元宵節延續了初期與燈火相關的習俗，如賞花燈、猜燈謎等習俗見於多個地區。西南地區有燃篝火的習俗。在中國南方語言如閩語（福州話、泉漳話）、客家話、粵語（圍頭話）中“燈”和“丁”諧音，元宵點燈意寓添丁，故客家人、福建、潮汕、臺灣、廣東和香港人認為元宵燈即為添丁的佳兆。元宵此日，人們紛紛掛燈籠。俗稱「開燈」。也有些地方是小孩提燈籠、玩煙花等。除了紙紮燈籠外，有些地區還會用蘿蔔製成蘿蔔燈。

### 鬧社火
鬧社火多流行於北方地區，鬧社火除了燃燈火，還有各種民俗表演。

### 走橋

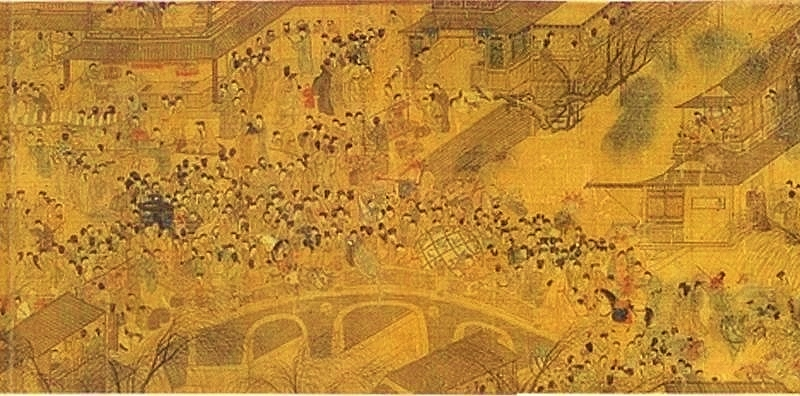
晚明南京的元宵走橋景象

元宵走橋的習俗見於各地，又稱踩橋、踏橋、過吉祥橋、走百病、消百病、散百病、消散百病、遣百病、走不病等，祈求健康。廣東佛山將之形容為“行通濟，無贔屭”。寓意走過通濟橋，就會健健康康，不會犯愁。

### 偷青
在廣東、臺灣農村有「偷青」的習俗，廣東是偷菜，台灣是偷蔥。未婚女性在元宵節夜裡，以偷青來討個結婚吉兆的說法。台灣俗語說：「偷挽蔥，嫁好翁；偷挽菜，嫁好婿」（台灣話發音）。

### 迎紫姑
有些地區會在元宵節拜祭紫姑(汉族民间信仰的厕神)，稱為迎紫姑。

### 食品

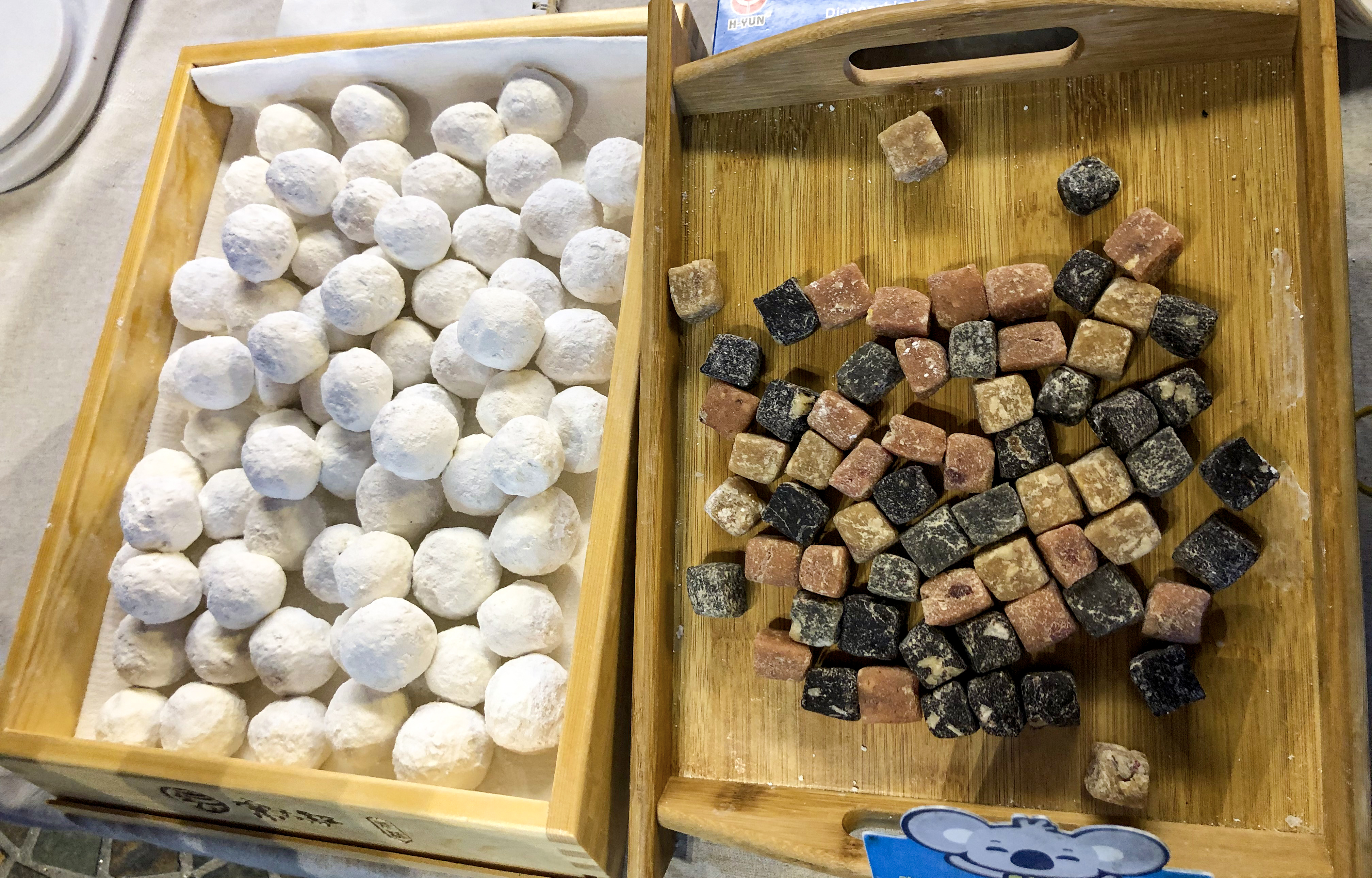
元宵及其馅料

元宵、湯圓是華人元宵節的代表食品，其雛形為唐代的面繭和焦譔。面繭是一種外形似繭的一種麵食，而焦譔則是烤餅的一種，吃時會和糖一起放在湯裡吃。這些食品都呈圓形，是代表月亮，有著祭月、賞月的含義。

## 各地情況
作為元宵習俗發源地，華人社會的元宵活動發展歷史悠久。主要有吃元宵、猜燈謎、放天燈等。
一些地區會有大型的花燈會，如在江苏南京，每年会在元宵节举行大型的秦淮灯会，有“秦淮灯彩甲天下”的美誉，大抵古代元宵燈節時人流如潮，節日活動豐富多姿，而古時男女缺乏交往的機會，所以元宵節很自然就成了古時情人相會之日，如歐陽修亦有詩云：“去年元宵時，花市燈如晝。月上柳梢頭，人約黃昏後”。因此，元宵節亦稱為“中國情人節”。但在臺灣和中國大陸情人節指七夕。

### 中国北方

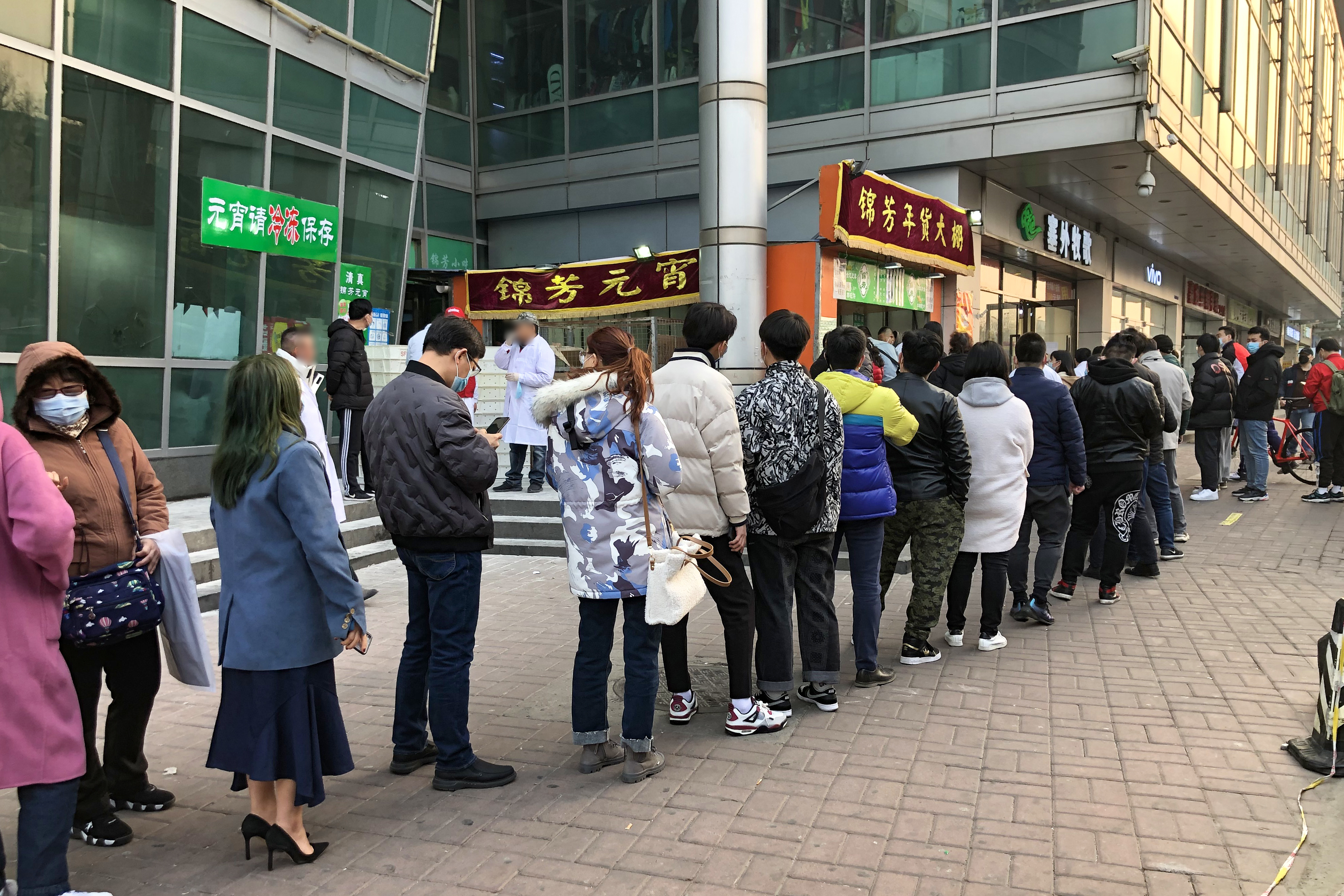
2021年元宵节，北京市民在磁器口锦芳小吃店门口排队购买元宵；图中的锦芳小吃在元宵节期间单日售出元宵数量逾两万斤

华北多地在元宵节食用摇制元宵（不同于包制汤圆）。
东北地区元宵节有“滚冰”的习俗，取其“滚病”的谐音，祈求滚去疾病、滚来好运；而锡伯族在元宵节后的正月十六会将事先准备好的锅底灰抹到脸上，称“抹黑节”，祈求“五谷之神”不要把黑穗病传到人间。
西北地区元宵节期间有“闹社火”的习俗。

### 川渝
重慶市開縣有「對罵」的習俗。在元宵節這天，人們搬一張板凳坐在戶外，平時討厭誰可以盡情地罵，對方也不可以還嘴。

### 江浙
浙江省的台州地区，将正月十四当作元宵节。台州正月十四元宵节通常都会食用糟羹。
上海的元宵活動發展歷史亦悠久。主要有吃湯糰、燈會、拉兔子燈等。上海人元宵節吃的湯糰，以黑洋沙為主，寧波黑洋沙湯糰更是上海人過元宵節首選。城隍廟的的豫园灯会，也是上海人元宵節常去的地方。小孩子也會拉著大人們做的紙兔子燈，在大街小巷裡跑來跑去。

### 福建
在福建省福州市，民俗是在正月十五這天將自家做的燈點亮掛在門前，供人觀賞，展示自家的藝術技藝。晚飯過後，小孩們會提著各式各樣的花燈上街鬧花燈，以此來炫耀自家的花燈。這些花燈大部分有孩子們的外公外婆，自己做或者上街購買後贈予小孩。有首閩都童謠在福州是如此傳唱著：「正月元宵燈、外媽疼外甥、送來紅紅燈、吉利復添丁。」送花燈，也是送上一份祝福。外家送花燈也有講究，即：如只有一個外孫（女）的要買兩盞，而有兩個外孫（女）的要買三盞，寓意「添丁」。在習慣上，如是外孫，一般多送狀元騎馬燈、關刀燈、飛機燈等等比較具有男性特徵的花燈；如是外孫女，一般多送蓮花燈、綿羊燈、荔枝燈等等。按風俗，外公外婆給外孫每年送花燈，要一直送到小孩十六歲為止。
除此之外，在福州如有已經結婚許久的夫婦還未生子，則會在元宵節前，由在外家妻子的兄弟來送燈，故此風俗在福州又稱做：「親家舅送燈」。送燈時，一般用甘蔗來挑燈，甘蔗在此風俗有節節高，節節甜的寓意，在前面掛個燈，後面掛著吃的東西。在福州，送燈的種類也有講究。在女兒出嫁後，第二年還未添養，外家就要送「天官麟兒」燈，以此祈望上天能賜麟兒給女兒夫家。但如女兒懷孕了，外家就要送「孩兒坐盆」燈，祈望外孫平安順利出世。但如果第三年仍未添養，那外家就要送「橘」燈。因「橘」與「急」在閩語裡音相似。它含有女兒未添外孫，外家也著急的意思。在福州閩侯，還會加上「關公」燈和「走馬」燈，因不僅表現外家的著急，就猶如關公一樣騎馬提刀、奮起直追，讓女兒家多子多福。
在傳統風俗裡，福州會把元宵節前的正月十一這天，稱之為「上采日」。十一晚上，各家各戶都要點燃花燈同時要吃「上采飯」。到這天的同時，從外家送給外孫們的花燈也就基本送齊了。上采日當夜亮燈，到元宵節大鬧花燈。元宵節過後，花燈要在正月廿九的拗九節這天，點燭至盡，在祖宗神主牌面前焚化，稱之為「化燈」。閩都民間傳說蒙塵的花燈會引來「魅鬼」，故此要化掉。
在福建省的漳泉地區，民俗是兩個村子的小孩互相擲石子。據說如果不擲石子，村子裏就會發生瘟疫。但惠安縣的出姓家族，完全不會歡度元宵節，因泉漳話中“元宵”和“元消”近音，意味“元（朝）消（滅）”之意而拒絕慶賀。

### 粵港澳

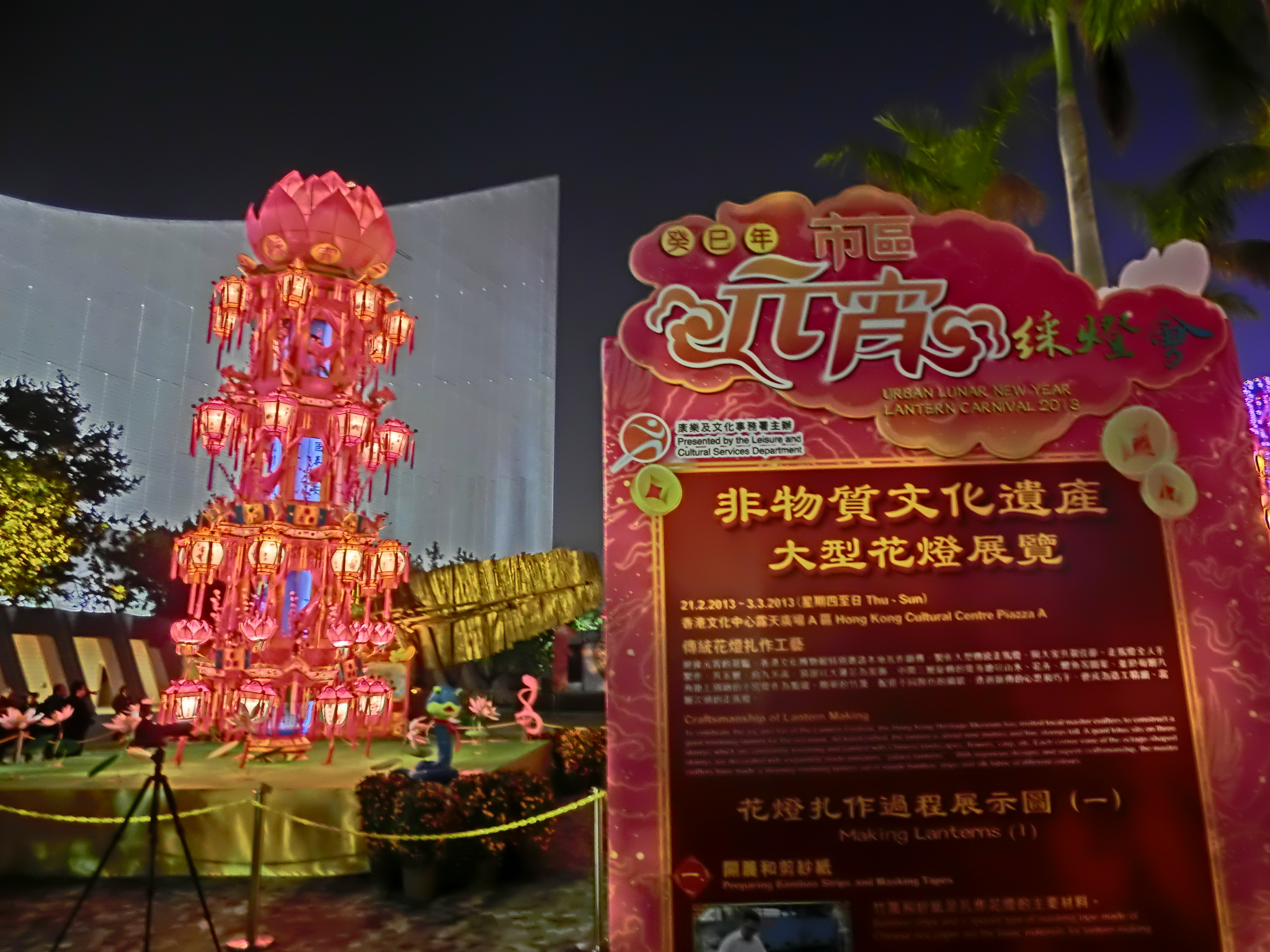
香港元宵節綵燈

在廣東省廣州市，民俗是正月初十到元宵期間要「開燈」，多會選在宗祠大門、神堂正中央和兩旁掛起蓮花燈，在開燈夜親朋戚友會一齊相聚「飲燈酒」。正月十三為「試燈」日，即試點元宵燈。到正月十四坊間會搭燈棚，預演賀節戲目，街市同時開售紙燈。到「新十五」日，又叫上元天官誕日，舊俗較為繁複：大早人們會到三元宮拜神，有錢人會建醮並設齋宴求福；到夜晚正式元宵，就再用湯圓拜神，跟著就將湯圓送給親友即「送年宵」，尊者長者就會買些燈分給子弟供是夜游戲；各街土地祠也多燃燈建醮，各街坊集資拜神即「慶賀花燈」，跟著再將祭品派送各家；元宵夜各街花燈各有特色，以蓮花燈最有名，據說青年女子在元宵夜「鑽燈棚」（於蓮花燈下往復走動）可得子，另一同得子習俗謂當夜「偷青」（到菜田摘青菜尤生菜）；當夜還有「接聖燈」一俗，即將神祠內小燈帶返家等明年如期送還。 
在佛山市，每年正月十五舉行“行通濟”活動，當地人俗語有云“行通济，冇闭翳”，祈求新一年平平安安、顺顺利利。活動更吸引珠三角甚至全國各地旅客參與，活動除了傳統“行通濟”步行路線和儀式外，近年更延伸至網上文旅和旅遊活動，並設置集市單位包括非物質文化遺產展示和售賣特色文創產品等。
在惠州市，每年正月十五前夕或當天，惠城區汝湖鎮上圍村、下圍村舉行“舞草龍”活動，以此祈求驅災降瑞、吉祥安康。惠東吉隆舞龍活動在正月十五當天“鬧元宵”，惠城區橫瀝墨園村舉行搶吉祥活動。
在中山市，每年正月十五元宵節當天舉行“中山慈善万人行”活動，其中在正月十五當天進行组织巡游和答谢活动，包括颁发“慈善纪念章”，约200支巡游队伍和20多支文艺表演和民间艺术表演队伍進行巡遊活動，作為當地大型慈善活動之一。
在江门市，始於明朝甲申年正月十三的水口鎮泮村燈會，在2008年6月正式列入國家級非物質文化遺產。
在香港，每年在元宵節前後都會由區議會、屋苑或特定團體在不同地區的公園或公共休憩用地舉行元宵綵燈晚會，到了晚上，不少家庭或情侶們，也會到花燈會去慶祝，賞花燈、猜燈謎，處處洋溢著濃濃的中國情人節浪漫氣氛。但香港的年輕情侶較重視西洋節日，因此元宵節受情侶重視的程度並不如西方情人節。家庭傳統習俗則有吃湯圓和祭祖。這天也是傳統上農曆新年最後一天，因此也是再造和回收之良機。新界原居民村落會在元宵節前後點燈。部份圍頭人村落如粉嶺圍村、金錢村等會舉行太平洪朝祈福儀式，並會大放鞭炮慶祝。
在澳門，文化局於2020年6月30日正式對外公佈將元宵節列入澳門非物質文化遺產清單中。部分社會團體舉辦慶祝元宵節活動，如於康真君廟前的「康公情懷賀元宵」嘉年華系列活動；中華媽祖基金會於路環澳門媽祖文化村踏入正月十五子時一刻舉行「元宵節光明燈上燈儀式」；位於望德堂坊的仁慈堂婆仔屋舉行元宵慶祝晚會，設有表演、工作坊及書法展，弘揚中國傳統文化及共度元宵佳節。政府部門主辦元宵慶祝活動方面，市政署的前身即民政總署曾經連續數年在盧廉若公園舉行元宵賞燈晚會。由旅遊局主辦的澳門農曆新年煙花表演自2022年起活動規模增大，由原來的一場增至三場，最後一場匯演於元宵節當天晚上9時在澳門旅遊塔對開海面燃放，時長15分鐘。在2023年2月4日至5日舉行的“新馬路任我行”步行區試行計劃中，因該輪活動正值元宵節，活動中增設多個藝術裝置、特色攤位及應節演出等，設有多個應節特色攤位，部分活動傳承中華文化和歡度元宵佳節。在橫琴粵澳深度合作區方面，除了長隆海洋王國舉行元宵活動外，澳門新街坊於2024年起舉辦慶祝元宵節的活動，為澳門新街坊項目入伙後首個大型社區活動。

### 臺灣

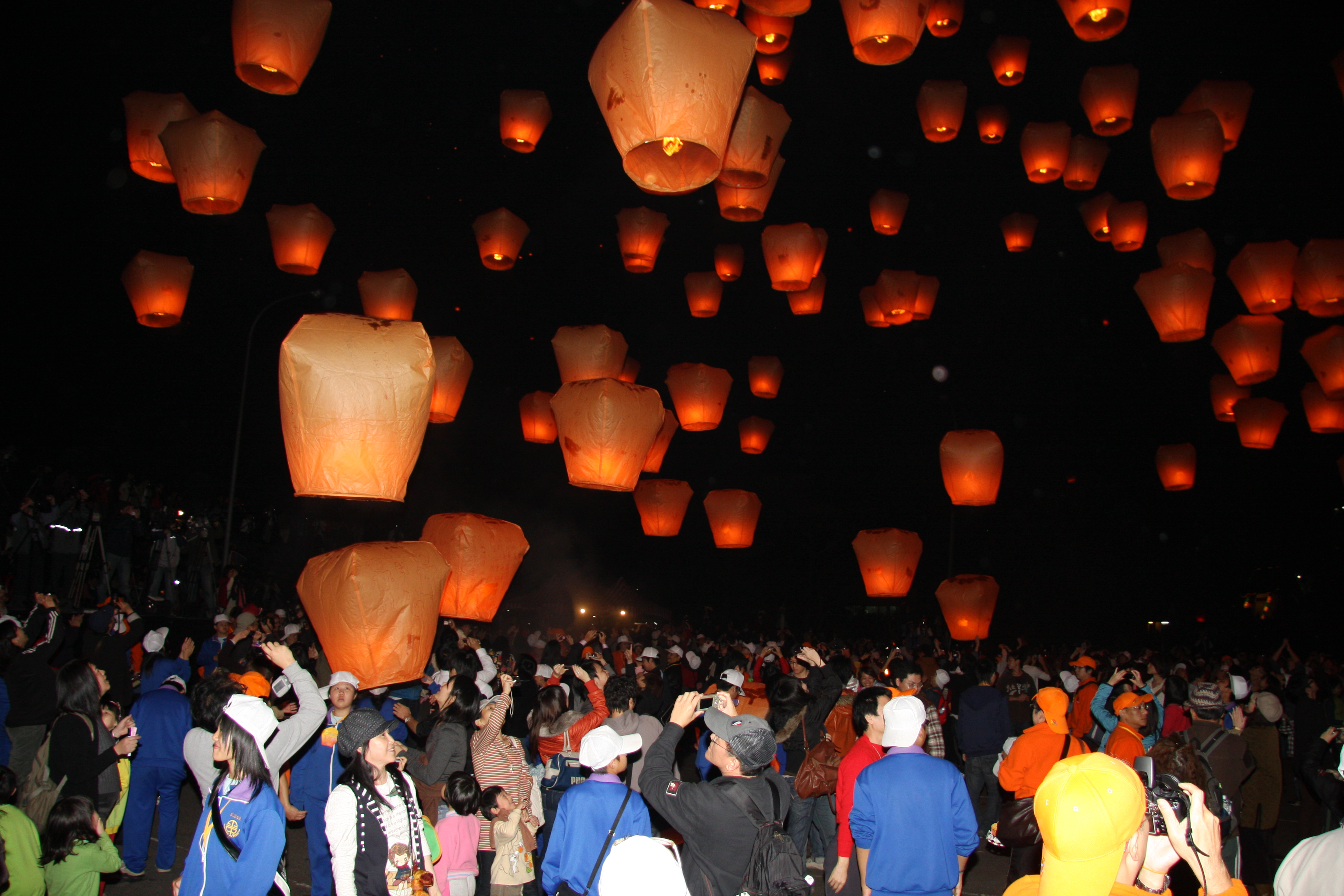
新北市平溪區的天燈，本為平溪居民傳遞訊息、向天祈求的「天公燈」，後來演變為祈求子嗣、平安的「添丁燈」、「平安燈」

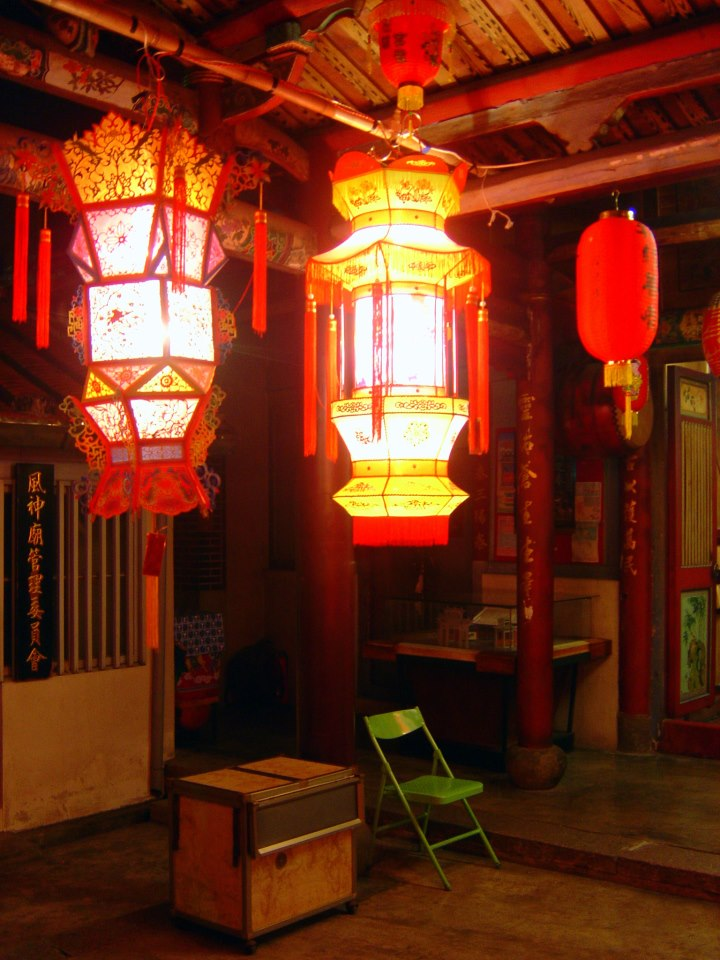
臺南風神廟前元宵花燈

在臺灣，元宵節自古代即為與新春、清明、端午、中元與中秋並列重要傳統民俗節日。元宵節又稱「元宵暝」，為上元節夜裡的「迎鼓仔燈」活動。在早期，有未婚女性在元宵節夜裡，以偷蔥來討個結婚吉兆的說法。俗語說：「偷挽蔥，嫁好翁；偷挽菜，嫁好婿」（閩南語發音）。即使在日治時代官府改為西曆的一月十五日，但民間仍自行過農曆元宵節，因此當時日本人的臺灣總督府特許在艋舺龍山寺辦燈會，延伸至今龍山寺仍保有鑽燈腳（臺羅：nng ting-kha）的信俗。
時至今日，慶祝元宵節在臺灣已發展成全臺的大型禮俗活動。除了賞花燈活動及大型的臺灣燈會、臺北燈節、中台灣元宵燈會、高雄燈會藝術節之外，各地活動皆有特色；如新北市平溪區的平溪天燈節；臺南市鹽水區的「鹽水蜂炮」；臺灣東部的臺東縣的炮炸寒單爺、澎湖縣的乞龜祈福儀式、苗栗縣則有著名「苗栗龍」、外島馬祖列島的元宵擺暝，以上可稱為「北天燈、南蜂炮、東寒單、西乞龜、中炸龍、外擺暝」。另外在新北市野柳「神明淨港」等各地具特色的風俗與豐富的文化資產。

### 馬來西亞與加拿大溫哥華
在馬來西亞，當地華裔族群也有赏花灯、猜灯谜的風俗。未婚男女在元宵節聚集到河邊拋柑，並在柑上面寫下姓名和聯絡方式，希望就此結識可以攜手共行的伴侶。
在加拿大温哥华的唐人街，孙中山公园每年都会为海外华人举办灯会。灯会上有传统中华小吃，猜灯谜等传统游戏，还有春节游行，舞狮表演等。

### 日本

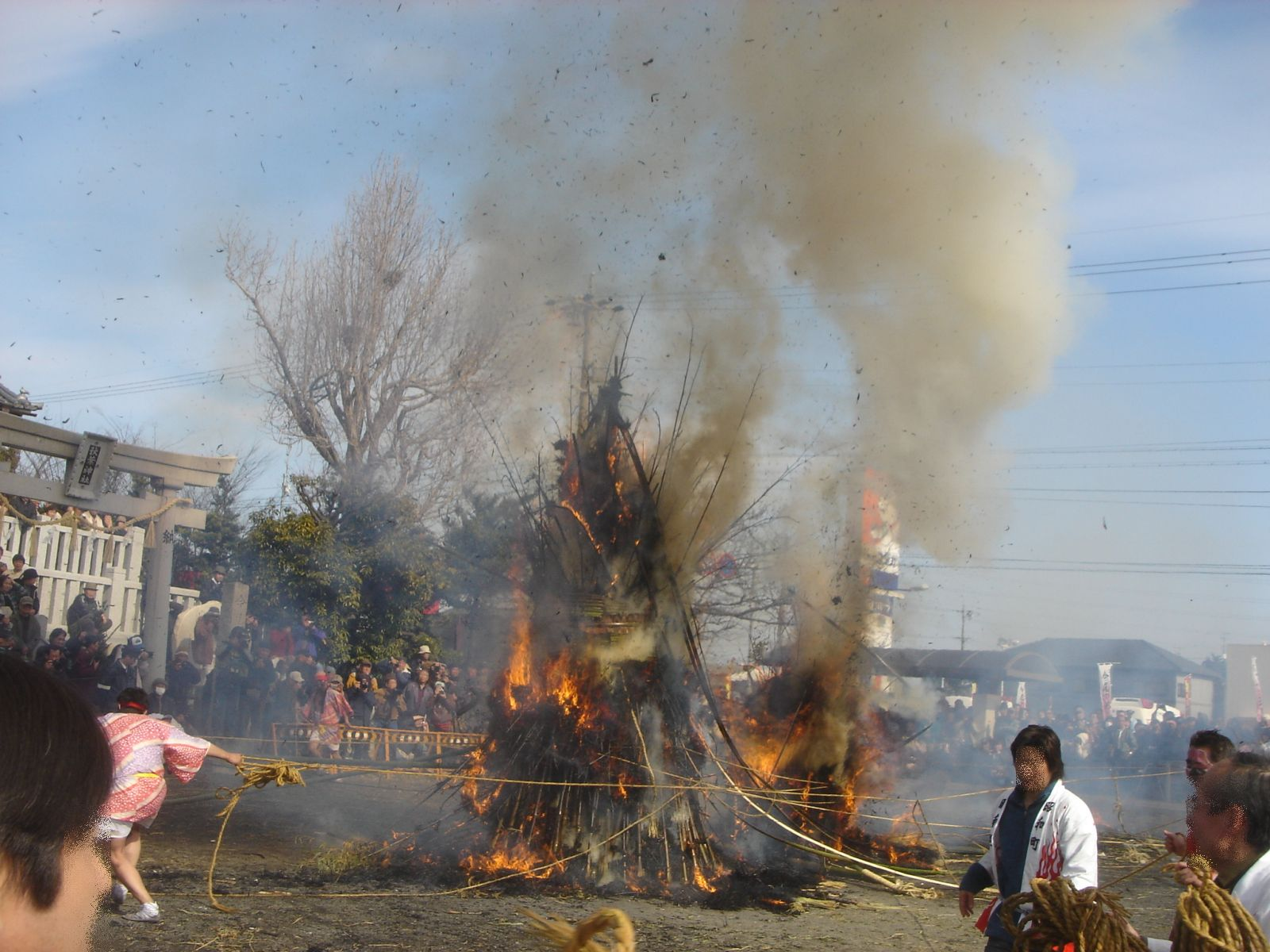
岐阜縣海津市今尾神社於農曆正月十七舉行的左義長祭

日本的元宵節稱為小正月（こしょうがつ），明治維新後改為格里曆1月15日，但仍有部份地區的傳統習俗於舊曆正月十五前後進行。習俗有迎年神、祖靈，祈求豐收，有在早上吃紅豆粥的習俗。不少地區皆有舉行稱為歲德燒（どんど焼き）的火祭，祭祀年神。
在日本山梨县地区，1月11日清晨，农民们会起床后带着镜饼和镐到田间，进行象征性耕作，供上干净的大米，并将之前供在神棚里的松枝插到地里，祭祀田神。在山形县地区，则会在1月15日，由20多岁的青年男女戴草帽，扎围裙，系腰带，挽裤腿，打赤脚，穿插秧姑娘的服装，挎秧苗筐，到各家院中进行插秧表演，在另一些地区则于1月14日傍晚，年輕妇女在前面象征性地插秧（用茅草或豆秸杆），而男青年则在后面手持镰刀作收割状。山梨縣甲府市自江戶時代起則有甲府道祖神祭礼，祭祀道祖神。
宮城縣仙台市小正月前夕舉行的火祭稱為歲德祭，以仙台市大崎八幡宮的松焚祭規模最大。松焚祭除了焚燒年飾，祈求豐收、平安外，還有「裸參（裸参り）」習俗，信眾頭戴白色鉢卷，身上僅纏著稱為晒的裹肚布，腳穿白足袋、草鞋，淋過冰水後，口含著含紙（含み紙），左手持鐘，右手提燈籠，徒步走過火堆。
現代日本把小正月定為成年禮（男性的元服禮和女性的裳着禮）舉行的日子，因此也是成人節。

#### 琉球
琉球的元宵節由正月十四開始，稱為小正月（ソーグヮチグヮー），這天會吃醃漬的豬肉和番薯餅（ウムニー），在正月十六，稱為十六日祭（ジュウルクニチ），主要是祭祖。沖繩本島人多為家祭或祠祭，八重山人則是掃墓。

### 朝鮮半島

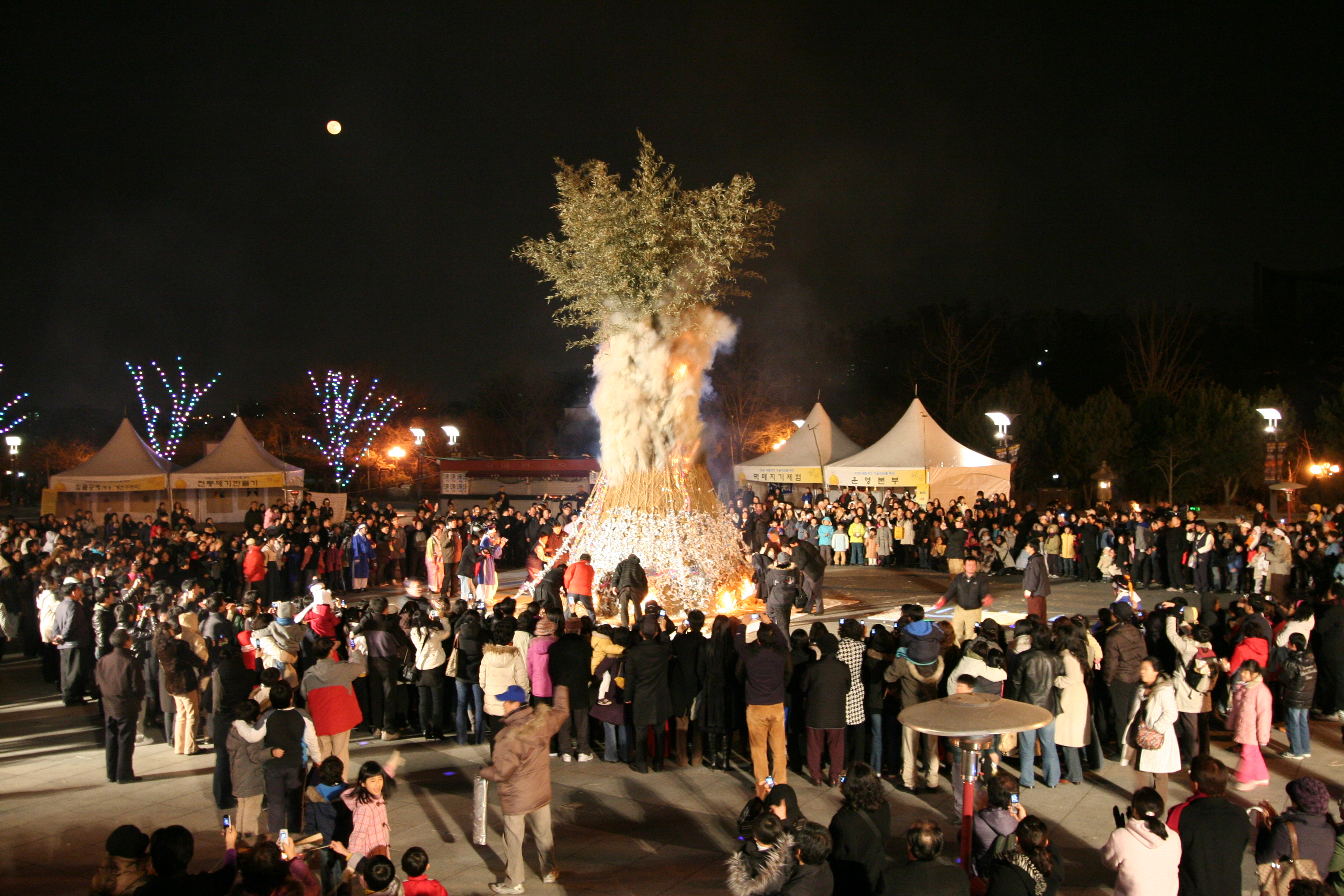
朝鮮大滿月的燒月屋

朝鮮半島的元宵節又稱為正月大滿月（정월대만월）、正月大보름（정월대보름），或簡稱「大滿月」或「大보름」，有踏銅橋、盜福土（到田裡偷泥）、咬堅果、喝耳明酒、拔河、舞獅等。也會以月亮的顏色和位置占卜農事。有些地區會有石戰。會吃藥食和五榖飯。

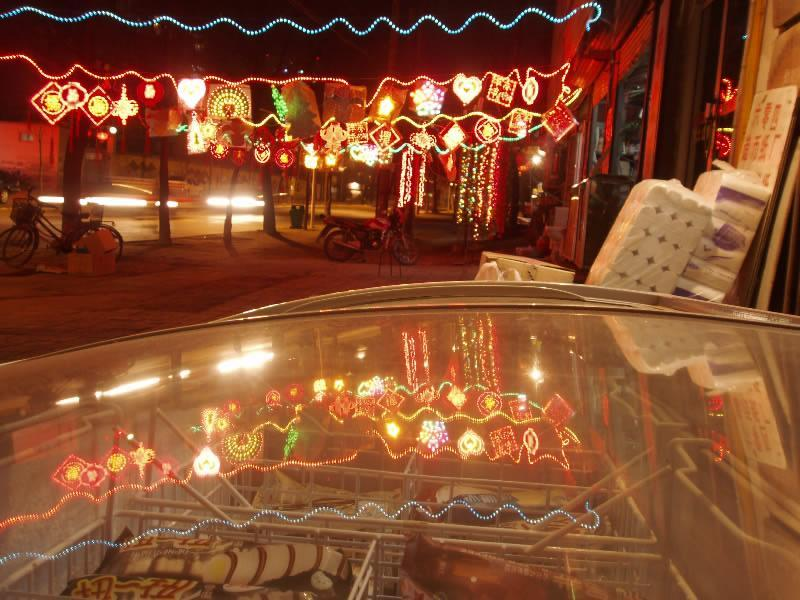
石家莊元宵節的情況
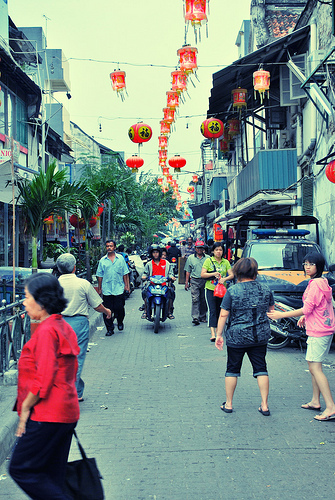
印尼的華人聚居地在元宵掛燈籠
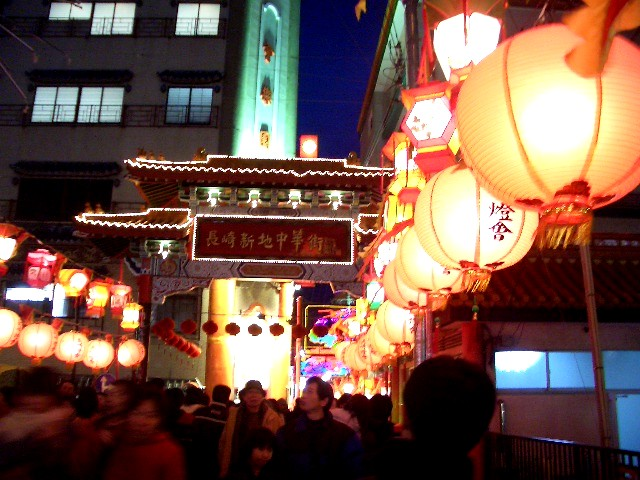
日本長崎新地中華街入口於長崎燈會亮燈
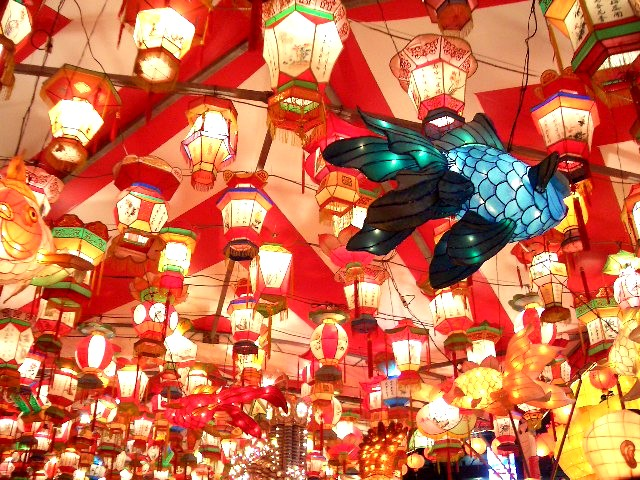
日本長崎新地中華街的長崎燈會

## 著名詩詞
- 歐陽修《生查子》

去年元夜時，花市燈如昼。月上柳梢頭，人約黃昏後。
今年元夜時，月與燈依舊。不見去年人，淚濕春衫袖。
- 辛棄疾《青玉案之元夕》

東風夜放花千樹，更吹落、星如雨。寶馬雕車香滿路，鳳簫聲動，玉壺光轉，一夜魚龍舞。
蛾兒雪柳黃金縷，笑語盈盈暗香去。眾裡尋他千百度，驀然回首，那人卻在，燈火闌珊處。
- 卢照邻《十五夜观灯》

锦里开芳宴，兰红艳早年。缛彩遥分地，繁光远缀天。
接汉疑星落，依楼似月悬。别有千金笑，来映九枝前。
- 唐寅《元宵》

有灯无月不娱人，有月无灯不算春。春到人间人似玉，灯烧月下月如银。
满街珠翠游村女，沸地笙歌赛社神。不展芳尊开口笑，如何消得此良辰。